# Bricolage (album)
 (mai 2017).
Si vous disposez d'ouvrages ou d'articles de référence ou si vous connaissez des sites web de qualité traitant du thème abordé ici, merci de compléter l'article en donnant les références utiles à sa vérifiabilité et en les liant à la section « Notes et références ».
Albums de Amon Tobin
Adventures in Foam
(1996) Permutation
(1998)
Singles
1. Chomp Samba
Sortie : mai 1997
2. Mission / Tabukula Beach Resort
Sortie : 20 septembre 1997

Bricolage est le deuxième album, et le premier sous son propre nom, du DJ et musicien brésilien Amon Tobin, sorti en 1997 sur le label Ninja Tune.

## Description de l'œuvre
Adventures in Foam (sous le pseudonyme Cujo) est un point de départ pour ce premier album, y intégrant un mélange plus intense de mélodies de jazz et de rythmes de jungle.
Développant son travail de sampling, Amon Tobin réutilise certains morceaux apparus sur ses premiers EP, « en restant concentré sur l'innovation, sans pour autant oublier son objectif. D'une manière ou d'une autre, Bricolage parvient à être à la fois cohérent et engageant, un exploit que peu d'albums drum and bass semblent capables de gérer », selon AllMusic.
L'image de la pochette de Bricolage représente une partie de la sculpture Olympic Iliad (en) d'Alexander Liberman, située dans le parc d'activités culturelles de Space Needle à Seattle (Washington).

## Liste des titres
Toutes les chansons sont écrites et composées par Amon Tobin.
| 1.    | Stoney Street        | 5:53 |
| 2.    | Easy Muffin          | 5:02 |
| 3.    | Yasawas              | 5:24 |
| 4.    | Creatures            | 5:22 |
| 5.    | Chomp Samba          | 6:08 |
| 6.    | New York Editor      | 4:56 |
| 7.    | Defocus              | 5:10 |
| 8.    | The Nasty            | 4:36 |
| 9.    | Bitter & Twisted     | 5:05 |
| 10.   | Wires & Snakes       | 5:27 |
| 11.   | One Day in My Garden | 5:44 |
| 12.   | Dream Sequence       | 7:19 |
| 13.   | One Small Step       | 6:11 |
| 14.   | Mission              | 7:09 |
| 79:28 |                      |      |

| Disque EP bonus - Édition Japon (Toy's Factory, 25 avril 1997) | Disque EP bonus - Édition Japon (Toy's Factory, 25 avril 1997) | Disque EP bonus - Édition Japon (Toy's Factory, 25 avril 1997) | Disque EP bonus - Édition Japon (Toy's Factory, 25 avril 1997) | Disque EP bonus - Édition Japon (Toy's Factory, 25 avril 1997) | Disque EP bonus - Édition Japon (Toy's Factory, 25 avril 1997) | Disque EP bonus - Édition Japon (Toy's Factory, 25 avril 1997) | Disque EP bonus - Édition Japon (Toy's Factory, 25 avril 1997) | Disque EP bonus - Édition Japon (Toy's Factory, 25 avril 1997) | Disque EP bonus - Édition Japon (Toy's Factory, 25 avril 1997) |
| No                                                             | Titre                                                          | Durée                                                          |                                                                |                                                                |                                                                |                                                                |                                                                |                                                                |                                                                |
| -------------------------------------------------------------- | -------------------------------------------------------------- | -------------------------------------------------------------- | -------------------------------------------------------------- | -------------------------------------------------------------- | -------------------------------------------------------------- | -------------------------------------------------------------- | -------------------------------------------------------------- | -------------------------------------------------------------- | -------------------------------------------------------------- |
| 1.                                                             | Daytrip                                                        | 5:49                                                           |                                                                |                                                                |                                                                |                                                                |                                                                |                                                                |                                                                |
| 2.                                                             | Shiny Things                                                   | 6:54                                                           |                                                                |                                                                |                                                                |                                                                |                                                                |                                                                |                                                                |
| 3.                                                             | Creatures (Hidden Agenda Defocused mix)                        | 6:18                                                           |                                                                |                                                                |                                                                |                                                                |                                                                |                                                                |                                                                |
| 19:01                                                          |                                                                |                                                                |                                                                |                                                                |                                                                |                                                                |                                                                |                                                                |                                                                |

Note :

Ce disque bonus contient les titres supplémentaires inclus dans l'EP Chomp Samba (Ninja Tune, mai 1997).